# Lee Ha-Rim
Lee Ha-Rim (27 de junio de 1997) es un deportista surcoreano que compite en judo.
Ganó dos medallas de bronce en el Campeonato Mundial de Judo, en los años 2023 y 2024, y una medalla de bronce en el Campeonato Asiático de Judo de 2021. En los Juegos Asiáticos consiguió dos medallas, bronce en 2018 y plata en 2022.

## Palmarés internacional
| Campeonato Mundial  | Campeonato Mundial  | Campeonato Mundial | Campeonato Mundial |
| Año                 | Lugar               | Medalla            | Categoría          |
| ------------------- | ------------------- | ------------------ | ------------------ |
| 2023                | Doha (Catar)        | Medalla de bronce  | –60 kg             |
| 2024                | Abu Dabi (EAU)      | Medalla de bronce  | –60 kg             |
| Juegos Asiáticos    |                     |                    |                    |
| Año                 | Lugar               | Medalla            | Categoría          |
| 2018                | Yakarta (Indonesia) | Medalla de bronce  | –60 kg             |
| 2022                | Hangzhou (China)    | Medalla de plata   | –60 kg             |
| Campeonato Asiático |                     |                    |                    |
| Año                 | Lugar               | Medalla            | Categoría          |
| 2021                | Biskek (Kirguistán) | Medalla de bronce  | –60 kg             |